# アメイジア大陸

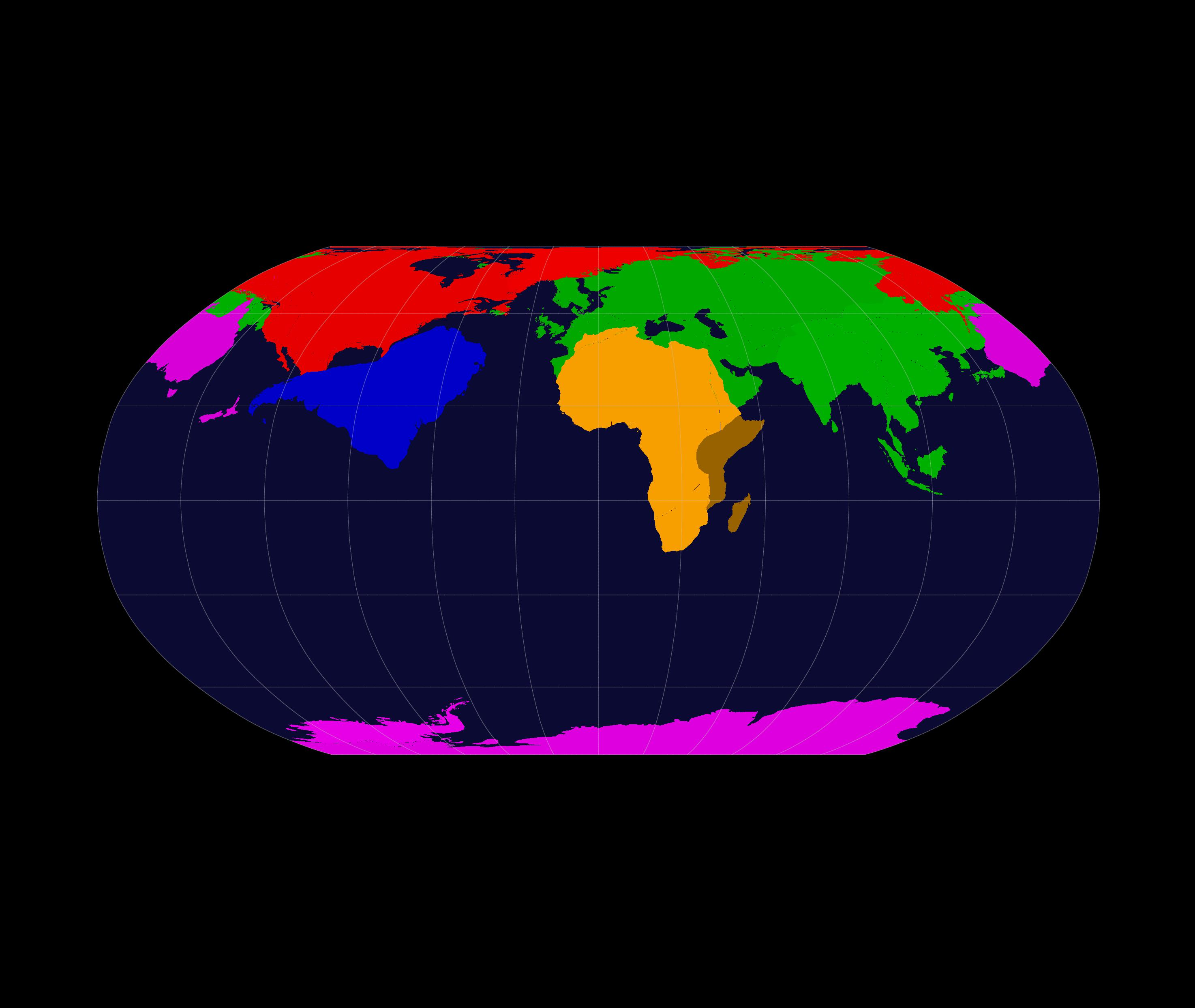
1億年後のアメイジア大陸の予想図。

アメイジア大陸（アメイジアたいりく、Amasia）もしくはノヴォパンゲア大陸（ノヴォパンゲアたいりく、Novopangea/Novopangaea）は、プレートテクトニクスにおいて、現在より約2億5000万年後までに地球に出現する可能性があると考えられている超大陸の一つ。アメイジアは「アメリカ」と「アジア」を繋げたもので、ノヴォパンゲアは「新しいパンゲア」の意味である。パンゲア大陸とは2億年以上前に存在したとされる超大陸で、現在の大陸に分裂したとされる。

## 概要
アメイジア大陸は、地球内部のマントルが長年をかけて対流することでプレートが移動し、アフリカ大陸、ユーラシア大陸、アメリカ大陸、オーストラリア大陸の合体によって形成される。その際には太平洋は消滅し、そこに大山脈が出現する。その後、太平洋の跡からの大規模なプルーム現象が起こると予測されている。
なお、「東ユーラシアと北アメリカが直接衝突し、その南にオーストラリアが衝突する形になる」、「オーストラリアが両者の間に割り込むところまで北上する」、「南極大陸がオーストラリアの南側に衝突するか、単独の大陸のままで残る」、などについては予想が分かれている。一方で、イェール大学のミッチェル博士らは、北極を中心に形成されるとしている。

## アメイジアとノヴォパンゲア
アメイジアは、1992年に出されたケンブリッジ大学のChris Hartnadyの説に、ハーバード大学のポール・ホフマンがつけた名称である。のちに唱えられたノヴォパンゲアに比べ、南極大陸があまり動かず孤立した大陸として残るという特徴がある。
一方、ノヴォパンゲアは、1990年代末にケンブリッジ大学のRoy Livermoreがつけた名称である。こちらの説では、新たな沈み込み帯により南極大陸が太平洋を北上し、超大陸に加わる。
2012年、イェール大学のロス・ミッチェルらは、「北アメリカとアジアが北上して北極海で衝突する」という説を唱えた。この説では太平洋の代わりに北極海を中心とした超大陸ができるが、彼らは次の超大陸を広くアメイジアとしていたので、この超大陸もアメイジアと呼んだ。
広義のアメイジアの語法は一般的ではないが、北極海で衝突する説が「アメイジア大陸」として、太平洋で衝突する説が「ノヴォパンゲア大陸」として紹介されることがある。

## 他の予想
アメイジア大陸とは逆に、「現在は拡大している大西洋が縮小に転じ、消滅するような形で超大陸が形成される」という説もあり、この超大陸はパンゲア・ウルティマ大陸またはパンゲア・プロクシマ大陸と呼ばれている。
さらに、「太平洋と大西洋が共に消滅し、それを補う形でユーラシアが新たなプレート境界により東西に分裂し、その間に新たな大洋ができる」という説が、2018年に発表された。この超大陸はオーリカ大陸と呼ばれる。